# National Space Council

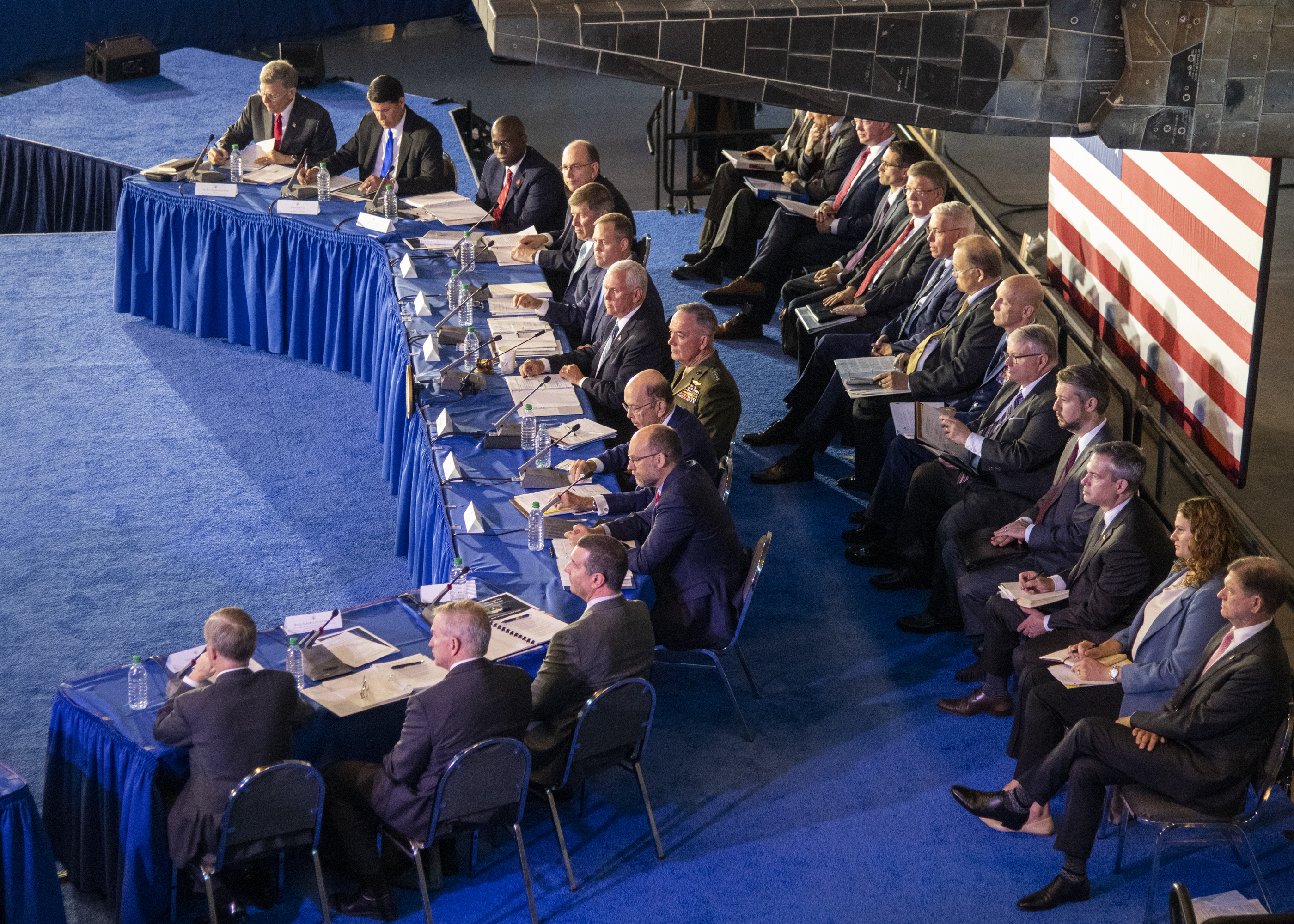
Meeting des National Space Council (2019)

Der National Space Council (NSC) ist ein Gremium innerhalb des Executive Office of the President of the United States, das 1989 unter der Regierung von George H. W. Bush gegründet, 1993 aufgelöst und im Juni 2017 von der Regierung Donald Trump wieder eingerichtet wurde. Er ist eine modifizierte Version des früheren National Aeronautics and Space Council (1958–1973). Seine Hauptaufgabe ist die Sicherstellung einer kohärenten Raumfahrtpolitik in den USA, wobei er Forschungseinrichtungen sowie den privaten und öffentlichen Sektor mit politischen Entscheidungsträgern zusammenbringt. Der Rat setzt sich aus den Mitgliedern auf Kabinettsebene zusammen und wird von einer beratenden Gruppe (der Advisory Group) unterstützt. Den Vorsitz führt der Vizepräsident der Vereinigten Staaten.

## Geschichte

### National Aeronautics and Space Council (1958–1973)
Ein National Aeronautics and Space Council (NASC) wurde erstmals unter Präsident Dwight D. Eisenhower durch den National Aeronautics and Space Act  von 1958 etabliert. Edward C. Welsh war der erste leitende Sekretär der NASC, der 1961 von Präsident John F. Kennedy ernannt wurde. Welsh, der als legislativer Berater von Senator Stuart Symington aus Missouri an der Ausarbeitung der Gesetzgebung von 1958 beteiligt war, die zur Gründung der NASA und der NASC führte, war in den 1960er Jahren der wichtigste Berater des Weißen Hauses in Raumfahrtfragen. Die Gründung erfolgte als Reaktion auf den Sputnikschock. Nach der erfolgreichen Mondlandung wurde der NASC 1973 durch eine Umstrukturierung abgeschafft. Präsident Richard Nixon entschied, dass die NASC nicht mehr benötigt wurde, da „die grundlegenden politischen Fragen im Zusammenhang mit den Raumfahrtbemühungen der Vereinigten Staaten geklärt und die erforderlichen Beziehungen zwischen den einzelnen Behörden hergestellt worden sind“.

### Erster National Space Council (1989–1993)
Mit der Executive Order 12675 führte Präsident George H. W. Bush am 20. April 1989 den National Space Council (NSC) als Nachfolger des NASC ein, „um einen koordinierten Prozess für die Entwicklung einer nationalen Raumfahrtpolitik und -strategie sowie für die Überwachung ihrer Umsetzung zu schaffen“. Im Februar 1992 kam es allerdings zu Streitigkeiten zwischen dem größtenteils aus Astronauten bestehenden Management der NASA und dem NSC, die dazu führten, dass Richard Truly, der damalige NASA-Administrator und ehemalige Astronaut, aus dem Rat entfernt wurde. Truly wurde abgesetzt, nachdem Vizepräsident Dan Quayle und der Exekutivdirektor des Weltraumrates, Mark J. Albrecht, mit Hilfe von Samuel K. Skinner, dem Stabschef des Weißen Hauses, Präsident Bush zur Absetzung Trulys gedrängt hatten. Im Jahr 1993 wurde der NSC aufgelöst und seine Aufgaben vom National Science and Technology Council übernommen.

### Zweiter National Space Council (2017−)
Im August 2008 versprach Barack Obama im Wahlkampf, den National Space Council wieder einzurichten, was er jedoch in seinen zwei Amtszeiten als Präsident nicht umsetzte. Am 30. Juni 2017 unterzeichnete Präsident Donald Trump eine Executive Order, der den NSC neu einrichtete. Am 20. Februar 2018 gab Vizepräsident Mike Pence, Vorsitzender des NSC, die Personen bekannt, die für die Advisory Group des NSC ausgewählt wurden. Der ersten Advisory Group gehörten u. a. der Astronaut Buzz Aldrin und Space-X-CEO Gwynne Shotwell, aber auch Politiker wie Newt Gingrich an. Der NSC wurde auch von Trumps Nachfolger Joe Biden weitergeführt und seine Vizepräsidentin Kamala Harris neue Vorsitzende.

## Struktur
Der National Space Council setzt sich zusammen aus:
- Vorsitzender: Typischerweise der Vizepräsident der Vereinigten Staaten.
- Mitgliedern: Dazu gehören der Verteidigungsminister, der Außenminister, der Handelsminister, der NASA-Administrator sowie andere leitende Regierungsbeamte.
- User Advisory Group: Ein beratendes Gremium aus Experten und Industrievertretern, die den Rat mit praktischer Expertise unterstützen.